# Hardé
Hardé est un quartier de la ville de Maroua, au Cameroun. Il est situé dans la commune de l'arrondissement de Maroua I, subdivision de la communauté urbaine de Maroua.

## Historique
Hardé est un quartier créé le 2 avril 2007 par le décret présidentiel.

## Éducation
École primaire bilingue de Fatia, CES de Hardé.